# Los amigos
Pour plus de détails, voir Fiche technique et Distribution.
Los amigos est un western spaghetti italien sorti en 1972, réalisé par Paolo Cavara.

## Synopsis
Johnny Ears et son ami sourd-muet, Erastus "Deaf" Smith, rejoignent le Texas en 1834, pour s'opposer à la conspiration du général Lucius Morton contre Huston, président de la nouvelle République texane. Ce sera l'occasion pour Johnny de tomber amoureux de Susie, une prostituée. Leur amitié va cependant en souffrir.

## Fiche technique
- Titre : Los amigos
- Genre : Western spaghetti
- Réalisation : Paolo Cavara
- Scénario : Lucia Brudi, Paolo Cavara, Harry Essex, Augusto Finocchi, Oscar Saul
- Production : Joseph Janni, Luciano Perugia pour Compagnia Cinematografica, Idea Film
- Photographie : Tonino Delli Colli
- Montage : Mario Morra
- Musique : Daniele Patucchi
- Décors : Franco Calabrese
- Costumes : Pasquale Nigro
- Maquillage : Eligio Trani
- Année de sortie : 1972
- Durée : 91 minutes
- Format d'image : 2.35:1
- Langue : italien
- Pays de production :  Italie
- Distribution en Italie : Indipendenti regionali
- Date de sortie en salle en France : 10 avril 1974[1]

## Distribution
- Franco Nero : Johnny Ears
- Anthony Quinn : Erastus 'Deaf' Smith
- Pamela Tiffin : Susie, prostituée
- Ira von Fürstenberg : Hester McDonald Morton
- Adolfo Lastretti : Williams
- Franco Graziosi : général Lucius Morton
- Antonino Faà di Bruno : sénateur
- Renato Romano : J.M. Hoffman
- Francesca Benedetti : Mme Porter la Madame
- Cristina Airoldi : Rosita McDonald
- Romano Puppo : Bull, homme de Morton
- Franca Sciutto : Bess
- Enrico Casadei : Barrett
- Lorenzo Fineschi : James
- Mario Carra : Corey
- Luciano Rossi : Moss
- Tom Felleghy : Von Mittler
- Renzo Moneta : colonel Mitchell McDonald